# برايان أتكينسون
برايان أتكينسون (بالإنجليزية: Brian Atkinson)‏ (19 يناير 1971 بدارلينغتون في المملكة المتحدة - ) هو لاعب كرة قدم بريطاني في مركز الوسط. شارك مع منتخب إنجلترا تحت 21 سنة لكرة القدم. أما مع النوادي، فقد لعب مع نادي سندرلاند ونادي كارلايل يونايتد ودارلينجتون إف سى.

## وصلات خارجية
- برايان أتكينسون على موقع قاعدة بيانات كرة القدم.إي يو (الإنجليزية)
- برايان أتكينسون على موقع Soccerbase.com (لاعب) (الإنجليزية)